# فاکس نیوز
فاکس نیوز متعلق به شرکت فاکس (با نام مخفف FNC و معروف به فاکس) یک کانال تلویزیونی چند ملیتی محافظه کار آمریکایی است. این کانال از استودیوهای خیابان ۱۲۱۱ شهر نیویورک در آمریکا پخش می‌شود. فاکس نیوز در تعطیلات نیز به ۸۶ کشور در سراسر جهان پخش بین‌المللی دارد.

## تاریخچه
در ۷ اکتبر ۱۹۹۶ به وجود آمد.
شبکه فاکس‌نیوز (Fox News Channel)، یک کانال خبری تلویزیونی ماهواره‌ای و کابلی است که تحت مالکیت «گروه سرگرمی فاکس» (Fox Entertainment Group)، یکی از شرکت‌های فرعی «نیوز کورپوریشن» (News Corporation) است. این کانال که برنامه‌های خود را عمدتاً در استودیوهای نیویورک تولید می‌کند، تا آوریل ۲۰۰۹ به ۱۰۲ میلیون نفر بیننده در آمریکا و همچنین تعداد بیشتری بیننده در سراسر جهان دسترسی داشت.

## سایت رسمی
http://foxnews.com